# Findern
Findern – wieś w Anglii, w hrabstwie Derbyshire, w dystrykcie South Derbyshire. Leży 8 km na południowy zachód od miasta Derby i 180 km na północny zachód od Londynu. W 2001 miejscowość liczyła 1690 mieszkańców.